# Quinto Fulvio Flaco
Quinto Fulvio Flaco  fue un político y militar romano del siglo III a. C, uno de los más exitosos de la República siendo cuatro veces cónsul. Ocupó diversos cargos públicos (pretura, consulado, censura) y batalló con éxito contra galos y cartagineses, destacándose contra estos últimos en la segunda guerra púnica.

## Primeros cargos públicos
Fue cónsul en el año 237 a. C., cuando junto con su colega, Lucio Cornelio Léntulo Caudino, luchó contra los ligures en Italia. Ambos obtuvieron un triunfo sobre ellos. Fue censor en el año 231 a. C. De nuevo cónsul en 224 a. C., el norte de Italia todavía estaba en guerra ese año; Flaco y su colega fueron los primeros generales romanos que llevaron a sus ejércitos a través del río Po. Los galos y los insubres fueron reducidos durante esta campaña, a pesar de que, de acuerdo con Polibio, la campaña se vio interrumpida debido a las fuertes lluvias y la peste.

## Sus preturas
En 215 a. C., después de haber sido dos veces cónsul, Quinto Fulvio Flaco obtuvo el cargo de pretor de la ciudad, una circunstancia que Tito Livio considera digna de ser recordada. El año inmediatamente antes de su pretura, 216 a. C., había sido elegido pontífice en el lugar de Quinto Elio Peto, que había caído en la batalla de Cannas.
En el cargo de pretor, el Senado colocó veinticuatro barcos bajo su mando con objeto de proteger la costa cercana a Roma. Poco después el Senado decretó que debía aumentar su mando a 5000 infantes y 400 caballeros y hacer que esta legión fuera llevada a Cerdeña tan pronto como fuera posible. Allí debía nombrar a quien le satisficiera como su comandante, hasta que Quinto Mucio Escévola, que estaba gravemente enfermo, se recuperara. Flaco designó por lo tanto a Tito Manlio Torcuato comandante de la legión.
Al año siguiente fue el único entre sus colegas que fue reelegido para el cargo de pretor. Un senadoconsulto ordenaba que él, extra ordinem, debía tener a la ciudad bajo su mando como su provincia pretoria en ausencia de los cónsules.

## Enfrentamiento con los cartaginenses
En el año 213 a. C. fue nombrado magister equitum del dictador Cayo Claudio Centón y un año después fue elevado al consulado, junto con Apio Claudio Pulcro, por tercera vez.
Alrededor del año 212 a. C., Flaco fue uno de los tres candidatos para el cargo de pontifex maximus. Tanto él como el otro candidato veterano, Tito Manlio Torcuato, ambos antiguos censores, fueron derrotados en la elección por Publio Licinio Craso Dives, un hombre muy joven que todavía no había llegado ni siquiera al cargo de edil curul y por tanto debía rondar los 35 años. En cualquier caso, Flaco nombró al nuevo pontífice su propio magister equitum algunos años más tarde.
En su tercer consulado, durante la segunda guerra púnica, Campania fue su provincia. En consecuencia se fue allí con su ejército, tomó posición en Benaventum y, desde allí, lanzó un ataque inesperado sobre el campamento de Hannón que estaba en las cercanías. Después de algunos extraordinarios pero infructuosos intentos de tomar el campamento, el cual se encontraba a una altura casi inaccesible, Flaco propuso retirarse hasta el día siguiente; pero la intrépida valentía de sus soldados y la indignación de ellos frente a esta propuesta le obligaron a continuar su ataque.
Después de haber sido reforzado por su colega, Apio Claudio Pulcro, el campo enemigo fue tomado por asalto. A continuación tuvo lugar una gran matanza en la que más de 6000 cartagineses fueron muertos y más de 7000 fueron tomados prisioneros junto con todo lo que el campamento contenía. Los dos cónsules regresaron a Benevento donde vendieron el botín y lo repartieron entre los que se habían distinguido durante el ataque contra el campamento de Hannón quien, no estando en el campamento en el momento en que este fue tomado, consideró necesario retirarse al país de los brucios.

## Las batallas por Capua
Acordado eso, los dos cónsules marcharon contra Capua, que fue sitiada ahora con el mayor vigor. En el año siguiente, cuando Cneo Fulvio Centumalo y Publio Sulpicio Galba Máximo eran cónsules, el imperium de Fulvio Flaco y Apio Claudio fue prorrogado: conservaron su ejército y se les ordenó no dejar Capua hasta que esta no fuese tomada. Flaco escogió a su hermano Cayo Fulvio Flaco como legado para el asedio.
Sin embargo, como Aníbal, mientras tanto, marchó sobre Roma, el Senado llamó a Fulvio Flaco de vuelta para proteger la ciudad, para lo que recibió el mismo poder que los cónsules en ejercicio. Sin embargo, después de la repentina retirada de Aníbal, Flaco regresó a Capua y continuó el asedio con denodado esfuerzo. Los habitantes de Capua fueron reducidos hasta el último extremo y decidieron rendirse; pero antes de que las puertas se abrieran, las personas más distinguidas de las ciudad pusieron fin a sus vidas.
Flaco es conocido por la severidad con que se enfrentó a los ciudadanos desleales a Roma de Capua. Mandó ejecutar a todos los hombres en edad adulta y el resto de ciudadanos fue sometido a la esclavitud. Según Tito Livio, los ciudadanos de Capua se quejaron al Senado de esta decisión, pero la cámara dictaminó que Flaco había actuado de acuerdo con sus derechos.
Hacia el final del año tuvo que regresar a Roma donde dirigió, como dictador, las elecciones consulares. Recibió Capua como su provincia por un año más, pero sus dos legiones fueron reducidas a una.

## Su último consulado y muerte
En 209 a. C. fue investido con el consulado por cuarta vez, junto con Quinto Fabio Máximo (elegido por quinta vez). Los tribunos de la plebe Cayo Arrenio y Lucio Arrenio protestaron, pero Quinto Fulvio se refirió a la decisión de la asamblea plebeya, adoptada en 217 a. C.: "mientras la  guerra este en Italia, de aquellos que ya eran cónsules, que el pueblo tenga el derecho de reelegir a quién y cuántas veces lo deseen". Recibió Lucania y Bruttium como su provincia y sometió a los hirpinos, lucanos y volcentinos a quienes trató con suavidad. Para el año siguiente, su imperium se prorrogó de nuevo con Capua como su provincia y una legión a sus órdenes.
En 207 a. C. comandó dos legiones en el país de los brucios. Este es el último registro que tenemos de él en la historia, aunque se sugiere que en el año 205 a. C. estaba en Roma apoyando en el senado a su aliado Quinto Fabio Máximo, en contra de los planes de Escipión el Africano de invadir África.
Fue un general muy afortunado y exitoso durante el período tardío de la segunda guerra púnica, pero su memoria está marcada con la crueldad con que trató a Capua después de su caída.

## Familia
Flaco fue miembro de la gens Fulvia, hijo del cónsul Marco Fulvio Flaco. Estuvo casado con Sulpicia, hija de Servio Sulpicio Patérculo, con quien tuvo varios hijos entre los que se contaban los consulares Lucio Manlio Acidino Fulviano y Quinto Fulvio Flaco. Un nieto de Flaco, Marco Fulvio Flaco, partidario de los hermanos Graco, fue ejecutado junto con sus hijos sin juicio bajo las órdenes del cónsul Lucio Opimio.